# Крістін Ньятаньї
Крістін Ньятаньї (16 липня 1965 — 26 вересня 2011) — руандійська економістка та політик, яка працювала державним міністром, відповідальним за соціальні справи в Міністерстві місцевого самоврядування, з жовтня 2003 року до своєї смерті у вересні 2011 року.

## Походження та навчання
Крістін Ньятаньї народилася в Руанді 16 липня 1965 року. Вона навчалася в Харківському національному економічному університеті в Харкові, який закінчила зі ступенем бакалавра економіки в 1987 році. Потім навчалася в Одеському інституті народного господарства, який закінчила в 1991 році зі ступенем магістра промислового планування .

## Кар'єра
Після геноциду в Руанді 1994 року Нантаньї працював з Міжнародним комітетом Червоного Хреста у відділі розшуку в Гомі, Демократична Республіка Конго, а також у Найробі в Кенії. У 1997 році вона була призначена керівником проєктів у Фламандській раді у справах біженців, яка базується в Брюсселі у Бельгії. У жовтні 2003 року Крістін Ньятаньї була призначена державним міністром, відповідальним за соціальні справи в Міністерстві місцевого самоврядування Руанди, і працювала на цій посаді до вересня 2011 року.

## Смерть
Крістін Ньятаньї померла 26 вересня 2011 року в лікарні університету Сен-Люк у Брюсселі в Бельгії після тривалого лікування. Її тіло було доставлено назад до Кігалі на борту Brussels Airlines у суботу, 1 жовтня 2011 року. Після ушанування в парламенті Руанди та заупокійної меси в католицькій церкві Regina Pacis у Ремері, передмісті Кігалі, відбувся чин поховання на державному рівні. Її поховали на кладовищі Русороро в Кабузі в понеділок, 3 жовтня 2011 року.

## Нагороди та визнання
У 2008 році Організація Об'єднаних Націй відзначила Крістін Ньятаньї нагородою за її державну службу та участь у національній програмі Руанди Ubudehe'.